# 拉克美時裝周

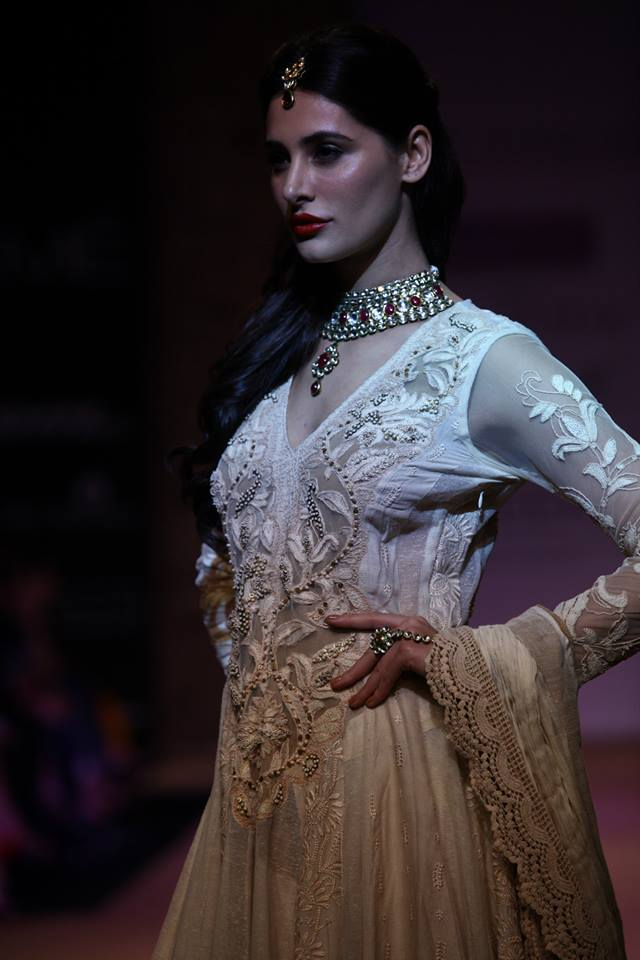
納吉絲·法赫利在拉克美時裝周

拉克美時裝周（英語：Lakmé Fashion Week X FDCI）是印度一年两次的时装周，在印度孟买和德里举行。其夏裝發佈會于三月在孟买举行，而冬季發佈會则于十月在德里举行。于1999年首次举办。
它与FDCI的印度时装周一起被认为是印度最重要的时尚活动之一。该赛事由Lakmé和IMG Reliance Limited联合运营和组织，Lakmé为冠名赞助商。而Lakmé名稱來自印度神明吉祥天女（天城体：लक्ष्मी, IAST: Lakṣmī），音為拉克什米，其他譯名為大功德天或寶藏天女，是婆罗门教-印度教的幸福与财富女神，传统上被认为是毗湿奴的妻子。